# Zipper Catches Skin
Zipper Catches Skin je čtrnácté studiové album Alice Coopera, vydané v roce 1982 u Warner Bros. Records.

## Seznam skladeb
| Pořadí | Název                                                             | Autor                            | Délka |
| ------ | ----------------------------------------------------------------- | -------------------------------- | ----- |
| 1.     | Zorro's Ascent                                                    | Cooper, Nitzinger, Steele, Scott | 3:56  |
| 2.     | Make That Money (Scrooge's Song)                                  | Cooper, Wagner                   | 3:30  |
| 3.     | I Am the Future                                                   | Osborne, Schifrin                | 3:29  |
| 4.     | No Baloney Homosapiens                                            | Cooper, Wagner                   | 5:06  |
| 5.     | Adaptable (Anything for You)                                      | Cooper, Steele, Scott            | 2:56  |
| 6.     | I Like Girls                                                      | Cooper, Nitzinger, Scott         | 2:25  |
| 7.     | Remarkably Insincere                                              | Cooper, Nitzinger, Scott         | 2:07  |
| 8.     | Tag, You're It                                                    | Cooper, Nitzinger, Scott         | 2:54  |
| 9.     | I Better Be Good                                                  | Cooper, Wagner, Scott            | 2:48  |
| 10.    | I'm Alive (That Was the Day My Dead Pet Returned to Save My Life) | Cooper, Wagner, Scott            | 3:13  |

## Sestava
- Alice Cooper – zpěv, syntezátor
- Erik Scott – baskytara
- Duane Hitchings – kytara, syntezátor
- John Nitzinger – kytara
- Mike Pinera – kytara
- Dick Wagner – kytara
- Billy Steele – kytara
- Jan Uvena – bicí, perkuse
- Jeanne Harris – doprovodný zpěv
- Franne Golde – doprovodný zpěv
- Flo & Eddie – doprovodný zpěv
- Patty Donahue – doprovodný zpěv